# Meteorium setigerum
Meteorium setigerum là một loài Rêu trong họ Meteoriaceae. Loài này được (Sull.) Mitt. mô tả khoa học đầu tiên năm 1861.